# Alboglossiphonia inflexa
Alboglossiphonia inflexa (лат., также Glossiphonia inflexa) — вид плоских пиявок (Glossiphoniidae) неясного систематического положения.

## Название
Видовой эпитет inflexa в переводе с латыни обозначает «изогнутая».

## Описание
Вид описан по единственному экземпляру, обнаруженному в водоёме к востоку от Сиднея (Австралия).
Тело плоское, широкое, зеленоватой окраски, полупрозрачное. Край тела очень тонкий. Длина тела составляет 14 мм, ширина — около 5 мм. Глаза не обнаружены.
Поверхность тела очень гладкая (сосочки присутствуют лишь в срединной части тела на каждом третьем кольце), межсегментные бороздки неглубокие. В состав тела входит 70 колец.
Анальное отверстие открывается на спинной стороне последнего кольца до задней присоски.
Гермафродиты. Мужские и женские половые пути открываются общей гонопорой, расположенной в районе 28-го кольца, позади пояскового расширения. В составе кокона, прикреплённого к брюшной стороне тела, насчитывается 35 яиц.

## Таксономия
Изначально вид описан в составе рода Glossiphonia, в дальнейшем упоминается как Alboglossiphonia.
Описание вида, данное Годдардом, очень лаконично и не затрагивает внутреннего строения тела. В дальнейшем, по-видимому, этот вид ни разу не был обнаружен. В работе Д. М. Инграма «Some Tasmanian Hirudinea» (англ. ‘некоторые пиявки Тасмании’) упоминается как нераспространённый. Не приводится никаких свидетельств, подтверждающих принадлежность вида к роду Alboglossiphonia, поэтому данное название относится к числу сомнительных (nomen dubium). В списке видов рода, составленном в 2023 году, не приводится.